# Мужун Бао
Мужун Бао (кит. трад. 慕容寶, упр. 慕容宝, пиньинь Mùróng Bǎo, 355—396), взрослое имя Даою (道佑) — сяньбийский вождь, второй император государства Поздняя Янь с храмовым именем Ле-цзун (烈宗) и посмертным именем Хуэйминь-хуанди (惠愍皇帝).

## Биография
Был четвёртым сыном Мужун Чуя, родился когда его отец был ещё только Уским князем. В 358 году его мать была обвинена в колдовстве и умерла в тюрьме, а отец был сослан в качестве губернатора отдалённой провинции Пинчжоу (восточная часть современной провинции Ляонин), и был возвращён ко двору лишь в конце 359 года.
В 369 году Мужун Бао был среди тех членов семьи, кто вместе с отцом бежал в государство Ранняя Цинь, которое в следующем году уничтожило их родное государство Ранняя Янь. После того, как в 370 году был убит его старший брат Мужун Лин, Мужун Бао стал официальным наследником отца. В 383 году он был в числе командиров среднего звена циньской армии, отправленной на войну против империи Цзинь и разбитой в сражении на реке Фэй. После этого разгрома циньскому правителю Фу Цзяню пришлось бежать в Лоян под прикрытием оставшихся целыми войск Мужун Чуя; Мужун Бао советовал отцу убить Фу Цзяня и восстать, но тот не согласился с сыном.
Мужун Чуй сказал Фу Цзяню, что боится, что жители бывших яньских земель восстанут, и что ему лучше отправиться с войсками туда. Фу Цзянь согласился, и Мужун Чуй разместился с армией в бывшей яньской столице Ечэне. Весной 384 года он поднял восстание и основав государство Поздняя Янь; Мужун Бао стал наследником престола.
Оказалось, что Мужун Бао особенно хорош не в военных делах, а в гражданском управлении, и поэтому когда отец уходил в военные походы, то Мужун Бао оставался управлять столицей Чжуншань. В 388 году 62-летний Мужун Чуй передал 33-летнему Мужун Бао большинство забот по управлению государством, оставив на своё попечение лишь самые важные дела.
В 391 году Северная Вэй порвала отношения с Поздней Янь и заключила союз с Западной Янь. В 395 году армия под руководством Мужун Бао, отправленная в карательный поход против Северной Вэй, попала в засаду и была уничтожена; самому Мужун Бао удалось спастись лишь с горсткой людей. В 396 году Мужун Чуй, собрав новую армию, лично возглавил войска и нанёс поражение Северной Вэй, но на обратном пути заболел и скончался, и Мужун Бао взошёл на престол.
Став императором, Мужун Бао сделал наследником престола своего третьего сына Мужун Цэ. Это не понравилось второму сыну Мужун Хуэю, который был любимчиком покойного Мужун Чуя и сам метил на место наследника престола, и тот замыслил восстание. Однако Мужун Бао было пока не до этого: войска Северной Вэй неожиданно напали на провинцию Бинчжоу (север современной Шаньси) и, разгромив имевшиеся там яньские силы, повернули на восток на яньскую столицу Чжуншань. Мужун Бао решил сосредоточиться на обороне столицы, однако вэйские войска перешли к захвату территории, в результате чего к весне 397 года под властью Мужун Бао остались лишь Чжуншань и Ечэн. До вэйского правителя Тоба Гуя дошли известия о восстании в его столице, и он предложил Мужун Бао мир, но это предложение было отвергнуто. Мужун Бао попытался атаковать отходящую вэйскую армию, но потерпел поражение, понеся большие потери.
Тем временем восстал Мужун Хуэй. Мужун Бао укрылся в старой сяньбийской столице Лунчэн, а Мужун Хуэй осадил её, однако получил неожиданный удар от Гао Юня, и отступил к Чжуншаню; Мужун Бао сделал после этого Гао Юня своим приёмным сыном и дал ему титул.
Пока Мужун Бао находился в Лунчэне, он потерял контакт с Чжуншанем и Ечэном. Мужун Сян (потомок Мужун Хуана) летом 397 года провозгласил себя в Чжуншане императором, но был убит схвачен и убит Мужун Линем (младшим братом Мужун Бао), который, в свою очередь, тоже провозгласил себя императором. Однако Чжуншань был после этого взят северовэйскими войсками, и Мужун Линь бежал в Ечэн где, отказавшись от императорского титула, побудил защитника Ечэна — дядю Мужун Бао Мужун Дэ — бежать на южный берег Хуанхэ. Мужун Дэ так и поступил, и в 398 году провозгласил в Хуатае образование независимого государства Южная Янь. Ещё не зная об этом, Мужун Бао вывел армию из Лунчэна для того, чтобы отвоевать территорию у Северной Вэй, однако генерал Дуань Сугу поднял восстание, и армия оставила Мужун Бао, который был вынужден бежать обратно в Лунчэн. Дуань Сугу осадил Лунчэн, однако Мужун Бао и Мужун Шэн успели бежать до того, как город пал. Они рассчитывали на помощь Мужун Дэ, но лишь в окрестностях Хуатая узнали, что тот провозгласил независимость, и повернули обратно. Мужун Бао решил вернуться в Лунчэн, в то время как Мужун Шэн выбрал путь продолжения сопротивления и оставил его. Власть в Лунчэне тем временем захватил Лань Хань (дядя Мужун Чуя), по приказу которого Мужун Бао был казнён перед воротами Лунчэна.